# Tập sinh của nhóm

Căn đơn vị thứ 5 trong mặt phẳng tạo thành một nhóm dưới phép nhân. Mỗi phần tử không đơn vị đều là phần tử sinh của nhóm.

Trong đại số trừu tượng, tập sinh của nhóm là tập hợp con của nhóm sao cho mỗi phần tử của nhóm có thể biểu diễn thành tích của hữu hạn các phần tử (và các nghịch đảo của phần tử) trong tập con.
Nói cách khác, nếu S là tập con của nhóm G, thì ⟨S⟩, nhóm con sinh bởi S, là nhóm con nhỏ nhất của G chứa mọi phần tử thuộc S, tương đương với giao của tất cả các nhóm con chứa phần tử của S; hoặc, ⟨S⟩ là nhóm con của tất cả các phần tử thuộc G có thể biểu diễn thành tích của hữu hạn các phần tử thuộc S và nghịch đảo của chúng. (Trường hợp nghịch đảo chỉ cần thiết nếu nhóm đang xét vô hạn, trong trường hợp nhóm hữu hạn, nghịch đảo của phần tử có thể biểu diễn thành lũy thừa của phần tử đó.)
Nếu G = ⟨S⟩, thì ta có thể nói S sinh G, và các phần tử thuộc S được gọi là phần tử sinh hoặc phần tử sinh nhóm. Nếu S là tập rỗng, thì ⟨S⟩ là nhóm tầm thường {e}, bởi ta thường xét tích rỗng là phần tử đơn vị.
Khi chỉ có duy nhất một phần tử x thuộc S, ⟨S⟩ thường được viết là ⟨x⟩. Trong trường hợp này, ⟨x⟩ được gọi là nhóm con cyclic chứa các lũy thừa của x, hay gọi ngắn đi là nhóm cyclic, và ta nói nhóm này được sinh bởi x. Một cách nói tương đương là: Phần tử x sinh nhóm G thì tương đương với ⟨x⟩ bằng với nhóm G. Trong nhóm hữu hạn, ta cũng có thể nói x có cấp bằng với |G|.
Nhóm có thể có vô hạn các phần tử sinh. Lấy ví dụ chẳng hạn nhóm cộng tính của các số hữu tỉ Q không hữu hạn sinh. Nhóm được sinh bởi nghịch đảo của tất cả các số nguyên, và chỉ cần bỏ đi một phần tử thì tập đó sẽ không sinh được toàn bộ nhóm Q.
Nếu G là nhóm tô pô thì tập con S của G được gọi là tập các phần tử sinh tô pô nếu ⟨S⟩ trù mật trong G, tức là bao đóng của ⟨S⟩ là toàn bộ nhóm G.

## Nhóm hữu hạn sinh
Nếu S hữu hạn, thì nhóm G = ⟨S⟩ được gọi là nhóm hữu hạn sinh. Cấu trúc của các nhóm giao hoán hữu hạn sinh thường là các ví dụ dễ tiếp cập nhất. Có nhiều định lý chỉ đúng cho nhóm hữu hạn sinh chứ không phải cho trường hợp nhóm tổng quát. Hiện ta đã chứng minh được nếu một nhóm hữu hạn được sinh bởi tập con S thì mỗi phần tử trong nhóm có thể biểu diễn thành từ từ bảng chữ cái S, từ đó sẽ có độ dài nhỏ hơn hoặc bằng cấp của nhóm.
Mọi nhóm hữu hạn đều là hữu hạn sinh bởi ⟨G⟩ = G. Tập số nguyên cùng phép cộng là ví dụ của nhóm vô hạn nhưng là nhóm hữu hạn sinh, nhóm này được sinh bởi 1 và −1. Mặt khác, nhóm các số hữu tỉ cùng phép cộng không phải là nhóm hữu hạn sinh. Không có nhóm không đếm được nào là nhóm hữu hạn sinh cả. Ví dụ về nhóm không đếm được bao gồm nhóm các số thực cùng phép cộng (R, +).
Các tập con khác nhau có thể làm các tập sinh. Lấy ví dụ, nếu p và q là hai số nguyên thỏa mãn gcd(p, q) = 1, thì {p, q} sẽ sinh nhóm các số nguyên dưới phép cộng theo bổ đề Bézout.
Mặc dù đúng rằng thương của nhóm hữu hạn sinh cũng là nhóm hữu hạn sinh (ảnh các phần tử sinh trong nhóm thương sẽ sinh ra nhóm hữu hạn sinh), nhóm con của nhóm hữu hạn sinh không nhất thiết cũng phải hữu hạn sinh. Ví dụ như sau: Gọi G là nhóm tự do được sinh bởi hai phần tử x và y (do đó G là nhóm hữu hạn sinh, bởi G = ⟨{x,y}⟩), và gọi S là tập con của G chứa mọi phần tử dưới dạng ynxy−n với n là số tự nhiên. ⟨S⟩ đẳng cấu với nhóm có vô hạn và đếm được số phần tử sinh, do đó nhóm này không thể hữu hạn sinh. Tuy nhiên nếu nhóm mẹ có tính giao hoán thì mọi nhóm con của nhóm giao hoán hữu hạn sinh cũng sẽ hữu hạn sinh. Ngoài ra: Lớp các nhóm hữu hạn sinh còn được đóng dưới mở rộng nhóm. Để chứng minh, xét tập sinh cho nhóm con chuẩn tắc hữu hạn sinh và nhóm thương hữu hạn sinh, khi đó các phần tử sinh nhóm con chuẩn tắc cùng với tiền ảnh của các phần tử sinh nhóm thương sẽ sinh ra nhóm.

## Các ví dụ
- Nhóm nhân các số nguyên modulo 9, U9 = {1, 2, 4, 5, 7, 8}, là nhóm các số nguyên nguyên tố cùng nhau với 9 dưới phép nhân modulo 9. Lưu ý rằng 7 không phải phần tử sinh của U9, bởi 
   {\displaystyle \{7^{i}{\bmod {9}}\ |\ i\in \mathbb {N} \}=\{7,4,1\},} 
trong khi 2 là phần tử sinh bởi 
   {\displaystyle \{2^{i}{\bmod {9}}\ |\ i\in \mathbb {N} \}=\{2,4,8,7,5,1\}.}
- Mặt khác, Sn, nhóm đối xứng cấp n,không được sinh bởi một phần tử sinh (tức không phải là nhóm cyclic) khi n > 2. Khi đó, Sn luôn được sinh bởi 2 phép thế (1 2) và (1 2 3 ... n). Lấy ví dụ, 6 phần tử của S3 có thể được sinh từ hai phần tử (1 2) và (1 2 3) như sau (các phép hợp được thực hiện từ trái sang phải):

e = (1 2)(1 2)
(1 2) = (1 2)
(1 3) = (1 2)(1 2 3)
(2 3) = (1 2 3)(1 2)
(1 2 3) = (1 2 3)
(1 3 2) = (1 2)(1 2 3)(1 2)
- Các nhóm vô hạn cũng có được sinh từ tập hữu hạn. Nhóm cộng các số nguyên có  1 làm phần tử sinh. Số 2 không thể tạo thành tập sinh, bởi như vậy sẽ làm mất đi các số lẻ. Tập hai phần tử {3, 5} là tập sinh, bởi (−5) + 3 + 3 = 1 (tổng quát hơn, nhóm cộng các số nguyên được sinh bởi cặp số nguyên tố cùng nhau theo hệ quả của bổ đề Bézout).
- Nhóm nhị diện của đa giác n cạnh (nhóm này có cấp 2n) được sinh bởi tập {r, s}, trong đó r biểu thị phép quay bởi 2π/n và s là phản xạ qua đường đối xứng.[1]
- Nhóm cyclic cấp n, {\displaystyle \mathbb {Z} /n\mathbb {Z} }, và căn đơn vị thứ n đều có thể sinh bởi một phần tử (hơn nữa, các nhóm này còn đẳng cấu với nhau[2]).

## Nhóm tự do
Nhóm thường được hay sinh bởi S là nhóm tự do sinh bởi S. Mọi nhóm sinh bởi S đều đẳng cấu với thương của chính nhóm đó.

## Nhóm con Frattini
Một chủ đề khác cũng được quan tâm tới là các phần tử không sinh. Phần tử x thuộc nhóm G không sinh nếu mọi tập S chứa x sinh ra G, vẫn sinh ra G khi bỏ x khỏi tập S. Trong tập các số nguyên cùng phép cộng, phần tử duy nhất không sinh là số 0. Tập các phần tử không sinh tạo thành nhóm con của G, còn được gọi là nhóm con Frattini.

## Nửa nhóm và Monoid
Nếu G là nửa nhóm hoặc monoid, thì ta vẫn có thể dùng thuật ngữ tập sinh S của G.  S là tập sinh nửa nhóm/monoid  G nếu G là nửa nhóm/monoid nhỏ nhất chứa S.
Định nghĩa cho nhóm sử dụng tổng hữu hạn ở trên cần phải đổi một chút khi chuyển sang xét với nửa nhóm hoặc monoid. Điều kiện phần tử nghịch đảo không còn cần thiết khi xét nửa nhóm hoặc monoid nữa. Tập S được gọi là tập sinh nửa nhóm G nếu mỗi phần tử thuộc G là tổng hữu hạn các phần tử thuộc S. Tương tự như vậy, Tập S được gọi là tập sinh monoid G nếu mỗi phần tử khác không thuộc G là tổng hữu hạn các phần tử thuộc S.
Lấy ví dụ {1} là phần tử sinh monoid của các số tự nhiên {\displaystyle \mathbb {N} _{0}}. Tập {1} cũng là tập sinh cho nửa nhóm các số tự nhiên {\displaystyle \mathbb {N} _{>0}}. Tuy nhiên, số 0 không thể biếu diễn thành tổng (không rỗng) của 1, do đó {1} không thể là tập sinh nửa nhóm của các số nguyên không âm.